# Kleistpark (Berlins tunnelbana)
Kleistpark  i stadsdelen Schöneberg är en tunnelbanestation i Berlins tunnelbana på linjen U7. Den har fått sitt namn efter Heinrich-von-Kleist-Park som ligger i närheten. Stationens byggdes kring 1970 och är formgiven av Rainer G. Rümmler. Den öppnades 29 januari 1971 som en del i den nordvästra utbyggnaden av tunnelbanan. 
Under perrongen till linje U7 finns ytterligare en perrong som inte används. Den byggdes för linje U10 som ännu inte realiserats. Tidigare låg BVG:s huvudkontor i anslutning på Potsdamer Strasse.

## Bilder

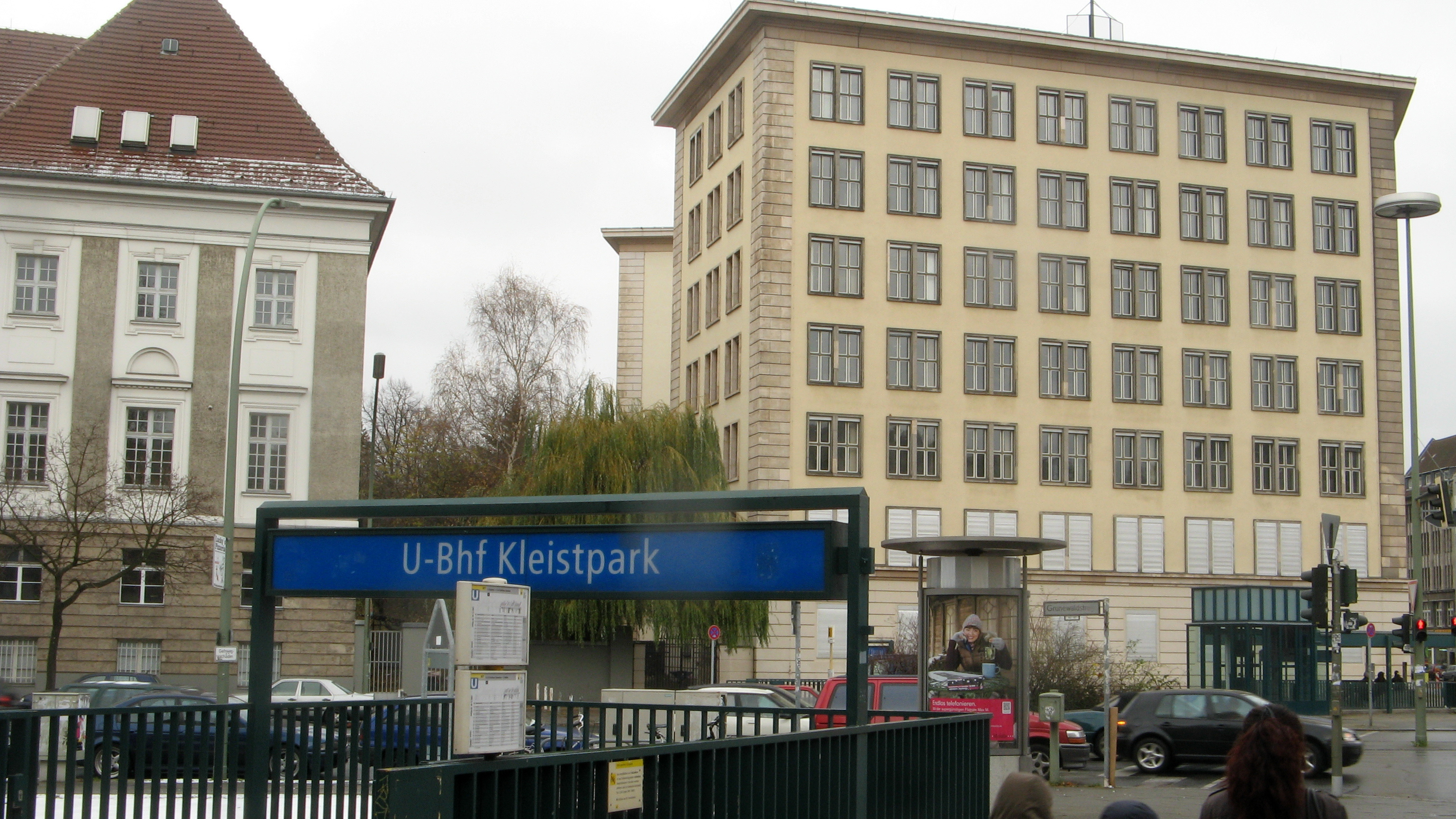
Entré vid Kleistpark
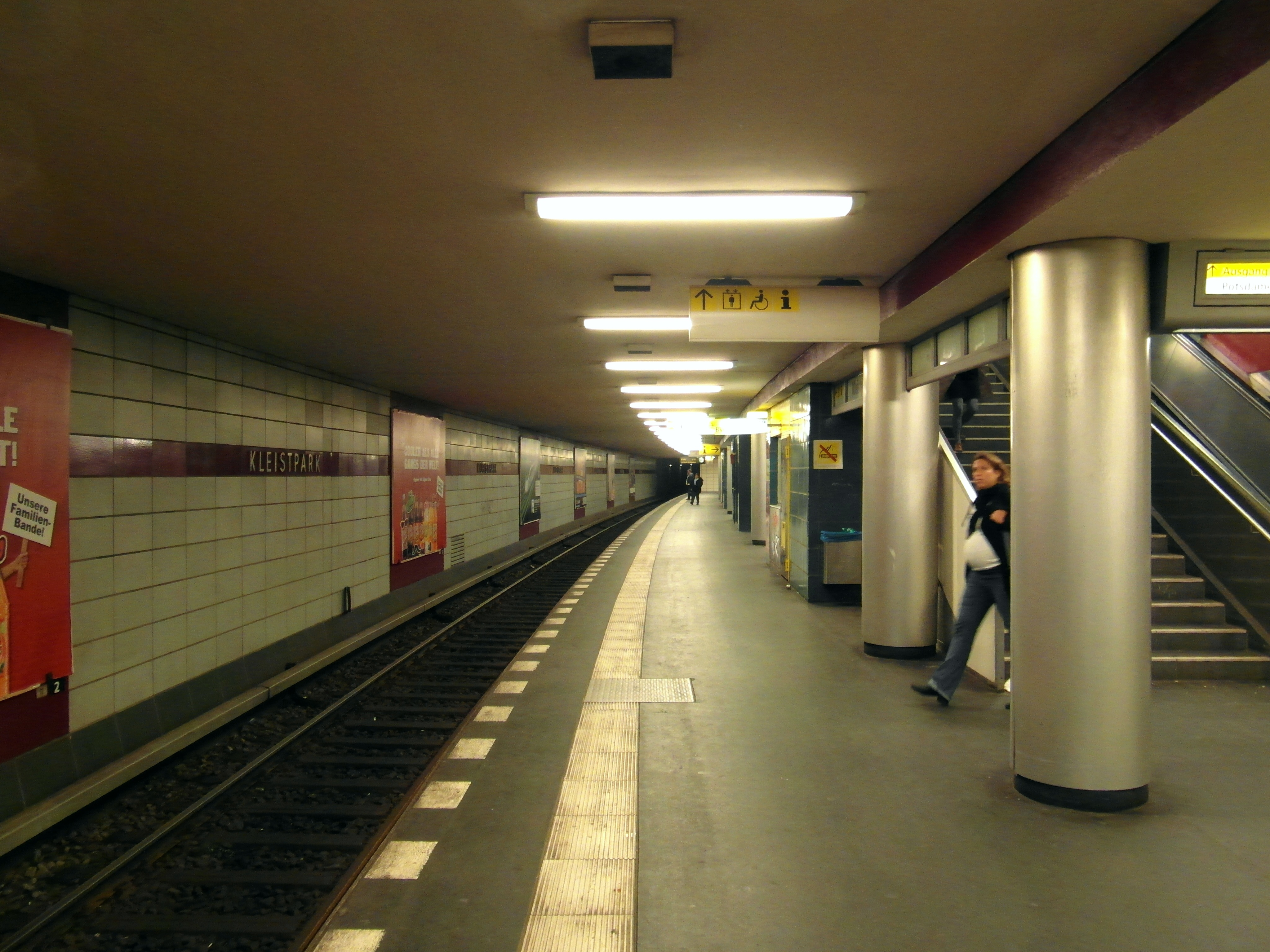
Perrongen
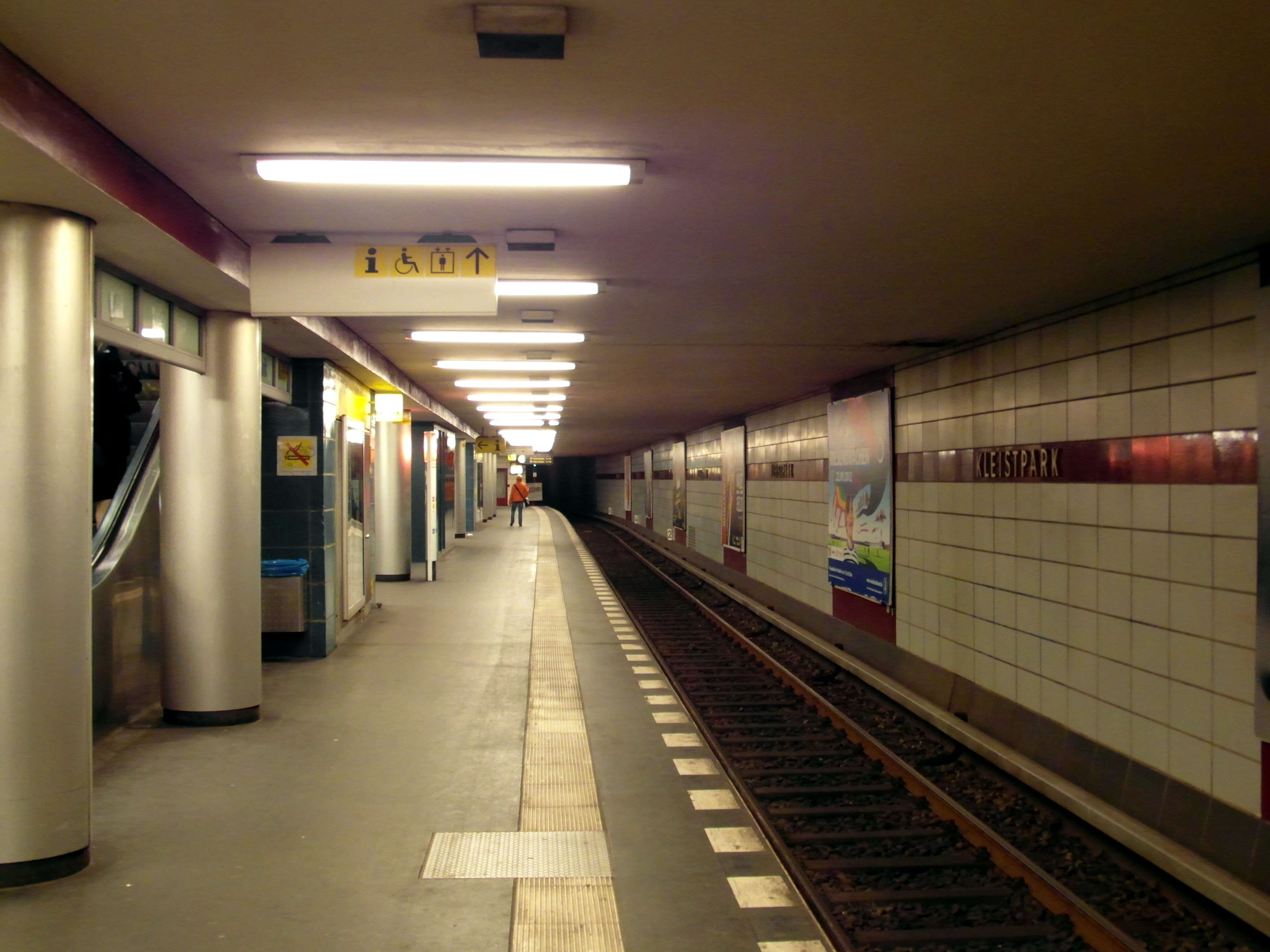